# Padmanabha

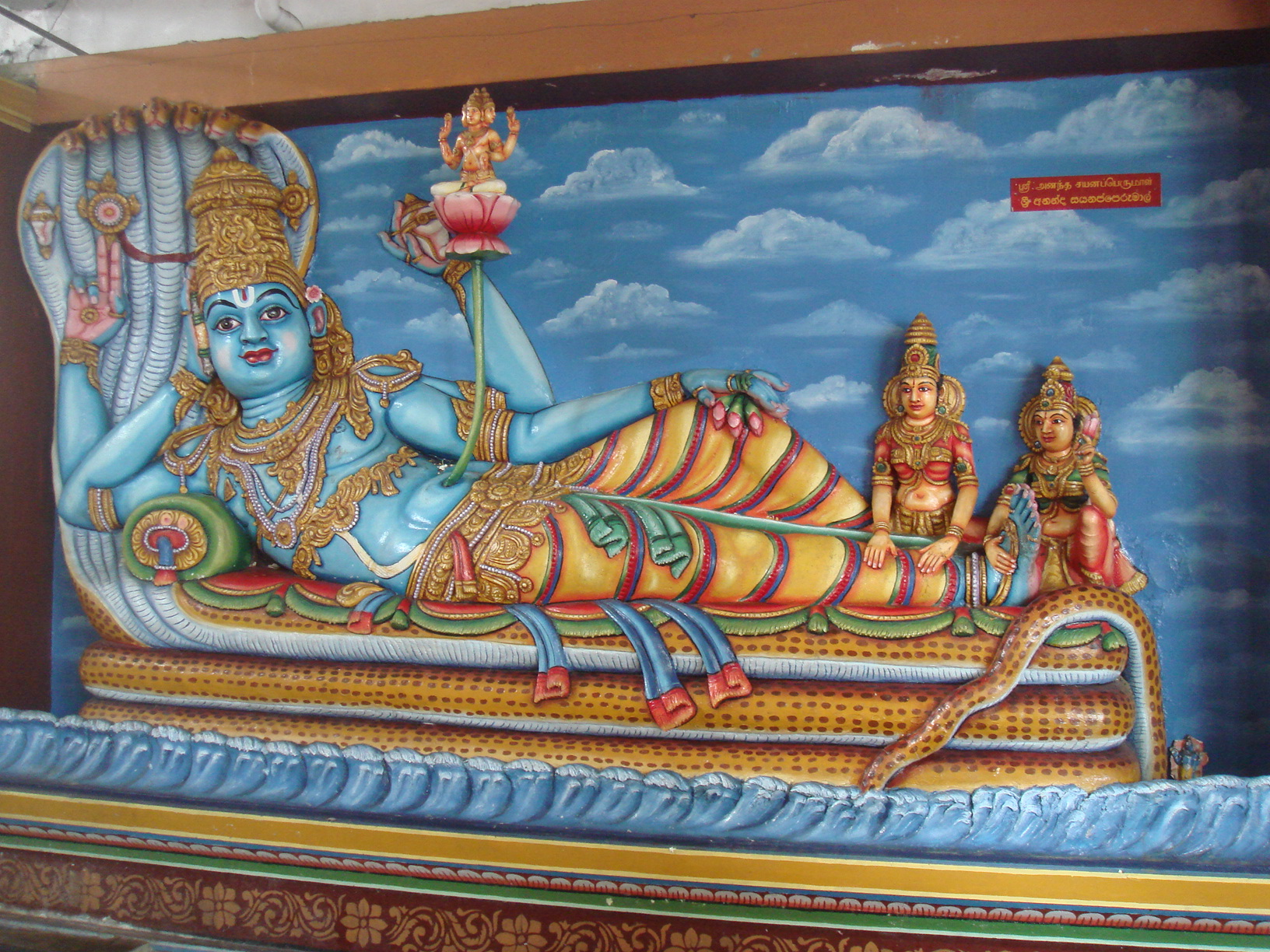
Darstellung Vishnus als Padmanabha im Tempel von Munneswaram in Sri Lanka

Padmanabha (Sanskrit: पद्मनाभ Padmanābha [ˈpʌdmʌnɑːbʱʌ] „er mit dem Lotusnabel“) ist eine Erscheinungsform des Hindu-Gottes Vishnu.
In seiner Gestalt als Padmanabha wird Vishnu auf der Schlange Shesha (Ananta) liegend dargestellt. Aus seinem Nabel sprießt eine Lotusblume, auf welcher der Gott Brahma sitzt. Die Darstellung beruht auf dem hinduistischen Schöpfungsmythos, nach dem das Universum entstand, als aus dem Nabel des auf der Schlange Shesha ruhend im Urmeer treibenden Vishnu ein Lotus wuchs.
Besondere Bedeutung hat Padmanabha als Familiengottheit des Königshauses von Travancore im heutigen Bundesstaat Kerala in Südwestindien. Die Maharajas von Travancore bezeichneten sich als „Diener Padmanabhas“ (Padmanabhadasa) und regierten nominell als Stellvertreter des Gottes. Ihre Residenzstadt von 1550 bis 1750 trug den Namen Padmanabhapuram („Stadt Padmanabhas“), und nachdem sie ihre Hauptstadt nach Thiruvananthapuram verlegt hatten, erbauten sie dort Ende des 18. Jahrhunderts den großen Padmanabhaswamy-Tempel.